# La Fontaine du dialogue
La Fontaine du dialogue est une sculpture en bronze de Gualtiero Busato. C'est l'une des œuvres d'art de la Défense, en France.

## Description
La fontaine est située sur le square Vivaldi, au pied de la Tour First. La sculpture représente deux personnages dialoguant, reposant sur une colonne elle-même sculptée. Dans le socle est gravée une citation latine « Laudatur digne tam bene docta manus », repris de la chaire de la cathédrale de Pise et attribuée à Nicola Pisano et qui signifie « La main bien savante est louée dignement ».

## Historique
L'œuvre est commandée à Gualtiero Busato, et installée en 1989.